# Лічильник імпульсів
Лічи́льник (counter) — пристрій для підрахунку кількості сигналів, які надходять на його вхід.
Двійкові лічильники реалізують лічбу вхідних імпульсів у двійковій системі числення.
Число розрядів n двійкового підсумовуючого лічильника для заданого модуля М знаходять із виразу n = log2М. Значення поточного числа N+ вхідних імпульсів n-розрядного підсумовуючого лічильника при відліку з нульового початкового стану визначають за формулою:
```
N+= Qi=2n-1 Qn+2n-2 Qn-1+...+20 Q1,
```

де 2i–1 — i-тий розряд; QiÎ{0,1} — логічне значення прямого виходу тригера i-го розряду. Розряди двійкового лічильника будуються на двоступеневих Т-тригерах або D-тригерах з динамічним керуванням по фронту синхросигналу (в лічильному режимі).
У двійковому підсумовуючому лічильнику перенесення Pi в сусідній старший розряд Qi+1 виникає в тому випадку, коли в момент надходження чергового лічильного імпульсу U+ всі молодші розряди знаходяться в одиничному стані, тобто Pi=U+QiQi–1…Q1=1. Після вироблення перенесення старший розряд перемикається в стан «1», а всі молодші розряди — в стан «0».
Асинхронні підсумовуючі лічильники на двоступеневих Т-тригерах будуються так, щоб вхідні імпульси U+ надходили на лічильний вхід тільки першого (молодшого) розряду. Сигнали перенесення передаються асинхронно (послідовно в часі) з прямих виходів молодших розрядів на Т-входи сусідніх старших.

## Двійкові реверсивні лічильники
Двійкові реверсивні лічильники мають переходи у двох напрямках: в прямому (при лічбі підсумовуючих сигналів U+) і в зворотному (при переліку віднімальних сигналів U–). Поточне значення різниці підрахованих імпульсів визначається із співвідношення
åU+ — åU- = N — Nп
де N — значення коду на прямих виходах тригерів лічильника;
Nп — попередньо записане в лічильник початкове число. Розрізняють одноканальні та двоканальні реверсивні лічильники. В одноканальних реверсивних лічильниках підсумовуючі U+ і віднімальні U– сигнали почергово надходять на спільний лічильний вхід, а напрямок лічби задається напрямком кіл міжрозрядних перенесень або позик. Для перемикання міжрозрядних зв'язків у одноканальному реверсивному лічильнику потрібні додаткові керуючі сигнали.
Двоканальні реверсивні лічильники мають два лічильних входи: один для підсумовуючих імпульсів U+, другий — для віднімальних U–. Перемикання ланцюгів міжрозрядних зв'язків здійснюється автоматично лічильними сигналами: для переносів — імпульсами U+, для позики — імпульсами U–. Для задання напрямку лічбі використовують додатковий RS-тригер: з його прямого виходу знімається сигнал керування додаванням YД (вмикає кола перенесення), а з інверсного виходу — сигнал керування відніманням YВ (вмикає кола позики).

## Двійково-десяткові лічильники
Двійково-десяткові лічильники реалізують лічбу імпульсів у десятковій системі числення, причому кожна десяткова цифра від нуля до дев'яти кодується чотирирозрядним двійковим кодом (тетрадою). Ці лічильники часто називають десятковими або декадними, оскільки вони працюють з модулем лічби, кратним десяти (10, 100, 1000 і т. д.).
Декада будується на основі чотирирозрядного двійкового лічильника, в якому вилучається надлишкове число станів. Вилучення зайвих шести станів у декаді досягається багатьма способами: попереднім записуванням числа 6 (двійковий код 0110); після лічби дев'ятого імпульсу вихідний код дорівнює 1111 і десятковий сигнал повертає лічильник у початковий стан 0110, отже, тут результат лічби фіксується двійковим кодом з надлишком блокування переносів: лічба імпульсів до дев'яти здійснюється у двійковому коді, після чого вмикаються логічні зв'язки блокування перенесень; з надходженням десятого імпульсу лічильник закінчує цикл роботи і повертається в початковий нульовий стан; введенням обернених зв'язків, які забезпечують лічбу в двійковому коді й примусовим перемиканням лічильника в нульовий початковий стан після надходження десятого імпульсу.